# 利斯維爾 (伊利諾伊州)
利斯維爾（英語：Leesville）是位於美國伊利諾伊州坎卡基縣的一個非建制地區。該地的面積和人口皆未知。

## 地理
利斯維爾的座標為41°01′29″N 87°27′30″W / 41.02472°N 87.45833°W，而該地的平均海拔高度為195米（即640英尺）。